# Pseudicius modestus
Pseudicius modestus là một loài nhện trong họ Salticidae.
Loài này thuộc chi Pseudicius. Pseudicius modestus được Eugène Simon miêu tả năm 1885.